# Jack Lovelock
Jack Lovelock (1910-1949) fue un atleta neozlandés. Comenzó su carrera como atleta en 1930 tras participar en la AAA mile New Zealand donde quedó cuarto, aunque destacó en el instituto en rubgy, críquet y boxeo, entre otros deportes. Participó en la prueba de 1500 metros en los Juegos Olímpicos de Los Ángeles 1932 donde alcanzó el séptimo puesto con una marca de 3:57.8 en la final. Al año siguiente bate el récord de la milla que tenía en su poder Jules Ladoumègue con una marca de 4:07.6 que sería marca personal al final de su carrera. Bate en los Juegos Olímpicos de Berlín 1936 el récord del mundo de 1500 con una marca de 3:47.8.